# Steplag

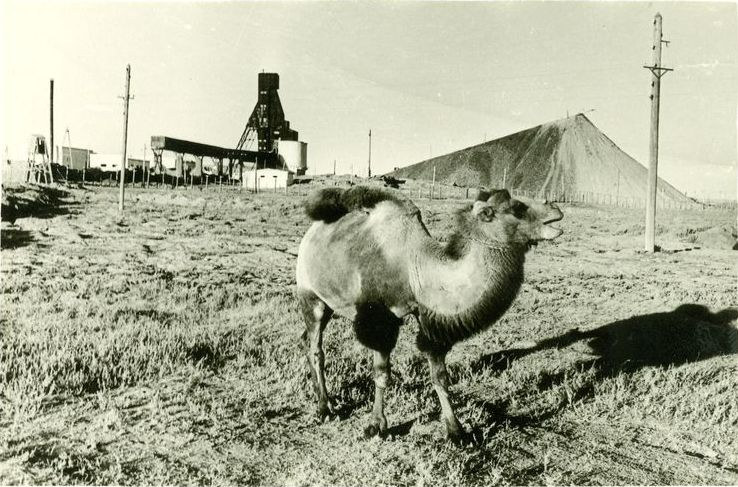
Mine de cuivre près de Kengir.

Le Steplag était un complexe de camp de travail soviétique au temps de l'URSS fondé en 1948.

Administré par le Goulag, il était situé au Kazakhstan près de Jezqazğan et regroupait environ 30 000 détenus.

Il constituait une destination pour de nombreuses déportations, en particulier les Tatars de Crimée, Tchétchènes, Grecs, Coréens (Koryo-saram), Allemands de la Volga, pendant la Seconde Guerre mondiale.

En 1954, le Soulèvement de Kengir organisé par les zeks secoue le camp spécial de Kengir qui faisait partie du Steplag.